# 뮤리엘 랜더스

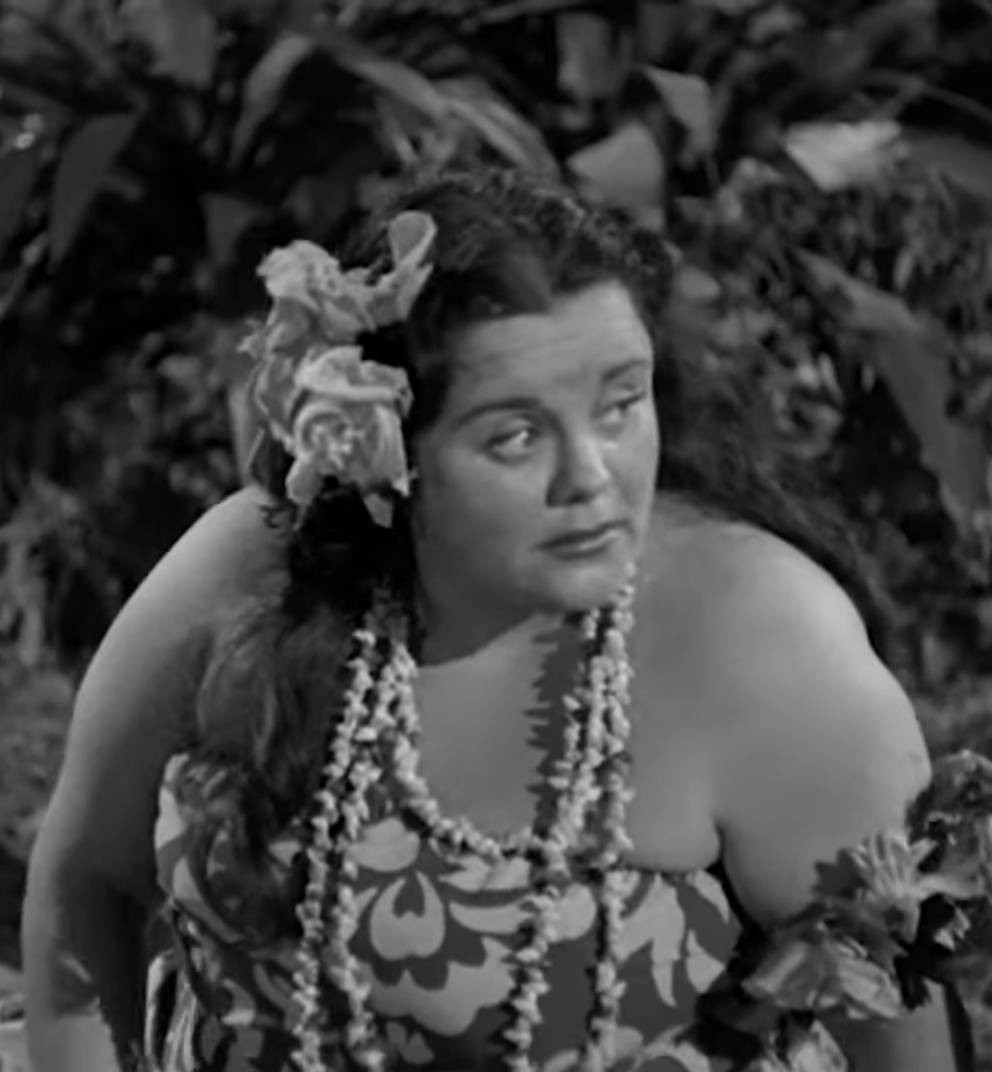

뮤리엘 랜더스(Muriel Landers, 1921년 10월 27일 ~ 1977년 2월 19일)는 미국의 배우, 가수, 댄서, 연극 배우, 텔레비전 배우, 영화배우이다.
시카고에서 태어났으며 우들랜드힐스에서 사망하였다. 사인은 뇌졸중이다. 포리스트 론 메모리얼 파크에 매장되었다.

## 영화
- 카프라이스 (1967년)
- 닥터 두리틀 (1967년)
- 호간의 영웅들 (1965년)
- 사고뭉치 간호조무사 (1964년)
- 필로우 토크 (1959년)
- 벨라 루고시, 브룩클린 고릴라 만나다 (1952년)